# River Song
River Song è un personaggio immaginario della serie televisiva Doctor Who, interpretato da Alex Kingston. Il personaggio è stato creato da Steven Moffat, scrittore e produttore esecutivo della serie dalla quinta alla decima stagione. Inizialmente Russell T Davies, precedente produttore esecutivo, l'ha descritta come «uno dei più importanti personaggi» e «vitale» per la vita del Dottore.
River Song viene introdotta nella serie come una futura compagna del Dottore, e solo in seguito appare come compagna dell'undicesima incarnazione del Dottore, interpretato da Matt Smith. Come conseguenza dell'essere entrambi viaggiatori del tempo le loro avventure insieme non avvengono nello stesso ordine, risultando in una conseguente inusuale vita romantica assieme. Le origini di River Song sono tenute nascoste fino alla metà della sesta stagione di Doctor Who, quando viene rivelato che River Song è in realtà Melody Pond, la figlia dei compagni dell'undicesimo dottore, Amy Pond e Rory Williams. Poiché hanno concepito a bordo del TARDIS, mentre viaggiavano attraverso il vortice spazio-tempo, il DNA della bambina è mutato fino ad assomigliare a quello di un Signore del tempo. La sua reale origine viene però messa in dubbio dalla scoperta che le rigenerazioni non sono acquisite dai Signori del Tempo grazie al vortice spazio-tempo, ma come caratteristica genetica derivata dalla bambina senza tempo, ossia il Dottore. 
Proprio come il capitano Jack Harkness anche River viaggia nel tempo usando un "manipolatore Vortex".
Melody Pond è stata ribattezzata River Song pensando al pianeta chiamato Foreste Gamma; Pond significa stagno, ma nelle Foreste Gamma non esistono altre fonti d'acqua oltre ai soli fiumi, quindi nella lingua delle Foreste Gamma l'unica possibile approssimazione di stagno (ma più in generale di acqua) è fiume (River), e mentre Melody vuol dire melodia, viene cambiata in Song, ovvero "canzone".
Come dichiarato dal produttore esecutivo dello show, Steven Moffat, il personaggio di River Song è bisessuale.

## Biografia del personaggio

### Quarta stagione
River Song appare per la prima volta nell'episodio della quarta stagione Le ombre assassine, prima parte di un'avventura in due episodi, scritti da Steven Moffat. Qui incontra la decima incarnazione del Dottore (David Tennant) nel LI secolo, e per convincerlo a fidarsi di lei gli sussurra nell'orecchio il suo vero nome, dimostrandosi una delle poche a saperlo. Questa per River è l'ultimo incontro con il Dottore; come rivelerà in seguito infatti, lei e il Dottore si incontrano in ordine inverso, "i suoi primi sono i miei ultimi".
Nel secondo dei due episodi la professoressa si sacrifica per salvare il Dottore e un altro membro della spedizione, avverando quello che ha detto: il giorno in cui il Dottore l'ha incontrata è il giorno in cui lei è morta.
Mentre esamina il cacciavite sonico che ha dato alla donna nel futuro il Signore del Tempo si accorge che vi è preservata la coscienza di River, e salvandola in un nucleo dati, garantisce alla donna un futuro apparentemente senza fine.

### Quinta stagione
Dopo che Moffat prende il posto di produttore esecutivo della serie River Song riappare nella quinta stagione. In un punto precedente della sua linea temporale, nei due episodi Il tempo degli Angeli e Carne e pietra, River incontra l'Undicesimo dottore, con cui ha maggior familiarità. In questo momento River non è ancora una professoressa. Lascia al dottore le coordinate per trovarla così che lui possa salvarla nel LI secolo, e con lui investiga sullo schianto di una navicella spaziale, la "Byzantium". Si mostra più abile a guidare il TARDIS dello stesso Dottore e gli rivela che è in carcere per avere ucciso «il miglior uomo che avesse mai conosciuto». Prima di essere riportata in carcere dice al Dottore che si reincontreranno presto, quando la Pandorica si aprirà.
River riappare, come aveva annunciato, nel finale della quinta stagione, negli episodi La Pandorica si apre e Il Big Bang, ma in un punto della sua linea temporale precedente alla caduta della Byzantium, quando aiuta il Dottore, Amy e Rory a salvare l'universo dalla Pandorica e, in seguito, a fare ricordare alla giovane Pond l'Ultimo Signore del tempo, rendendo possibile il suo ritorno. Egli le domanda chi sia realmente, e lei gli risponde che presto lo saprà, e che le dispiace, perché in quel momento tutto cambierà. Quando le chiede se sia sposata, lei risponde di sì, e il Dottore ne rimane confuso, pensando di avere inavvertitamente chiesto la sua mano.

### Sesta stagione
Proseguendo nel paradosso temporale vengono spiegate in seguito le sue origini negli episodi della sesta stagione La quasi gente e Un uomo buono va in guerra River viene concepita a bordo del TARDIS, in un tempo e luogo indefiniti. Tuttavia la sua nascita avviene su un asteroide chiamato Demon's Run (la Fuga del Demone), dopo che la madre Amy, compagna del Dottore, viene rapita da Madame Kovarian e dai Silenti allo scopo di rubarle la bambina e crescerla come «la Donna che ucciderà il Dottore». River, infatti, essendo stata concepita vicino al vortice del tempo, aveva acquisito parte delle abilità di un Signore del Tempo, ad esempio la capacità di rigenerarsi (ovvero cambiare corpo). Successivamente il Dottore rivela che Amy era già stata da tempo rimpiazzata da una sua copia di "carne" (un materiale sintetico con cui vengono create copie, identiche ai loro proprietari, utilizzati come simulacri per lavorare in ambienti altamente rischiosi), fin dal secondo episodio della sesta stagione.
River Song, che porta ancora il suo nome originale, Melody Pond, viene portata via ai genitori e viene cresciuta dal Silenzio in un orfanotrofio degli anni sessanta fino al momento in cui viene mandata, vestita da astronauta, a combattere il Dottore. La bambina riesce a liberarsi della tuta che la imprigiona e scappa nel centro di New York, dove sotto gli occhi di un senzatetto è soggetta alla sua prima rigenerazione.
Nel frattempo una River Song già adulta sta assistendo all'omicidio del Dottore e indaga sul Silenzio insieme a lui, a Amy, a Rory e a Canton nel 1969.
Passato del tempo Melody Pond, ancora bambina, decide di andare a cercare i suoi genitori, diventando la loro migliore amica, Mels, una giovane ragazza di colore (Uccidiamo Hitler). In seguito conosce per la prima volta il Dottore, che la porta (costretto) nel 1938, dove muore a seguito di un colpo infertole da Adolf Hitler, rigenerandosi e diventando una donna matura, bionda e dalla pelle chiara. Ancora non sa cosa sarebbe diventata, tuttavia ha ben chiara in mente la sua missione: uccidere il Dottore. Per farlo lo avvelena con un rossetto allucinogeno. In seguito scopre però di essere River Song, la donna a cui il Dottore supplicava aiuto prima di morire e alla quale ha chiesto di portare un messaggio. Dopo avere chiesto a Rory e Amy se ne vale davvero la pena River usa tutte le sue rigenerazioni future per riportare in vita il Dottore, il quale, ora salvo, porta una River priva di forze all'Ospedale delle Sorelle dello Scisma Infinito.
Prima di andare, perché non vuole intaccare la sua linea temporale, il Dottore lascia a Melody un diario, lo stesso nel quale in seguito l'archeologa appunterà i suoi incontri con lui.
Anno 5123. River sta studiando per diventare archeologa e così incontrare nuovamente il Dottore. Il giorno della sua laurea la ragazza viene rapita dal Silenzio, che non l'aveva mai persa di vista, e costretta nuovamente nella tuta spaziale. Viene immersa nel Lago Silencio, nello Utah, dove dovrà uccidere il Dottore.
Nell'episodio Il matrimonio di River Song River, per evitare di uccidere il suo amato come previsto dalla storia (L'astronauta impossibile), crea un universo alternativo congelando il tempo nel preciso momento in cui il Dottore doveva morire. L'ordine del Silenzio cerca ugualmente di uccidere il Dottore; alla fine il Signore del Tempo e River si sposano, e con un bacio fanno ritornare la realtà alla normalità in quanto i due sono poli opposti del paradosso e il loro contatto genera energia. La realtà torna come prima e il Dottore viene ucciso come previsto sotto gli occhi di Melody, che appartiene al futuro del Signore del Tempo, di Amy e di Rory, che invece provengono dal passato del Dottore. (Come già visto nell'episodio L'astronauta impossibile)
Tornata dall'avventura sulla Bisanzio River rivela ai genitori che il marito non è morto e che in realtà lei ha ucciso un teselecta con le sue sembianze.

### Settima stagione
River riappare in Gli angeli prendono Manhattan in cui lei, i suoi genitori e il Dottore si ritrovano nuovamente alle prese con gli Angeli piangenti. River rivela al Dottore che non è più agli arresti perché egli stesso aveva cancellato ogni traccia di sé dall'universo, e dunque essendo ormai praticamente inesistente i capi d'accusa della donna sono caduti, con il conseguente rilascio di lei.
Gli angeli fanno sì che River e il Dottore si separino definitivamente da Amy e Rory, i quali vengono catapultati in un altro tempo, dove vivono felicemente insieme. Dalla lapide situata nel cimitero infatti sembra che i genitori di River siano morti rispettivamente all'età di ottantadue e ottantasette anni.
Ne Il nome del Dottore la memoria di River, che fu salvata in un computer dal Decimo Dottore, cerca di assistere il marito nei campi di Trenzalore, dove si trova la tomba del Dottore, in cui lui è destinato a morire. Essendo lei soltanto un ricordo nessuno può vedere River.
Quando la Grande Intelligenza cerca di aprire la tomba del Dottore con la parola d'ordine, ovvero il suo vero nome, il Dottore si rifiuta di pronunciarlo anche se il nemico minaccia di fare del male ai suoi amici. Allora River, senza che nessuno la senta, pronuncia il nome del marito e apre la tomba. Il Dottore le rivela in seguito che in realtà, al contrario di ciò che River aveva sempre pensato, egli aveva sempre visto la defunta moglie ma aveva sempre finto il contrario perché sapeva che rivedere la sua eco sarebbe stato troppo doloroso. Quindi River, consapevole del fatto che quella sarà l'ultima volta che vedrà suo marito, gli chiede di dirle addio. Il Dottore acconsente, così i due si baciano e lei saluta il marito chiamandolo, come aveva sempre fatto e stavolta per l'ultima volta, "dolcezza".

### Nona stagione
Il personaggio ritorna nello speciale di Natale del 2015; River incontra per la prima volta il Dodicesimo Dottore, infatti non avendo mai incontrato questa sua rigenerazione, non lo riconosce, i due dovranno vedersela con il crudele imperatore Hydroflax, il nuovo "marito" di River, lei vuole appropriarsi del diamante che è conficcato nella sua testa.
Verso la fine dell'episodio Melody riconosce il Dottore, ma la nave su cui i due si trovano precipita su Darillium, il pianeta sul quale l'ultimo Signore del Tempo sa che lui e la moglie avranno il loro ultimo incontro (gli era stato detto dalla River futura, negli episodi Le ombre assassine/Frammenti di memoria, poco prima che ella morisse).
Mentre sentono cantare le Torri di Darillium River comprende dal comportamento di suo marito che probabilmente lei morirà a breve, ma lui le risponde "Spoiler" come solitamente fa lei quando lui le chiede del proprio futuro; inoltre il Dottore le regala il cacciavite sonico con il quale il Decimo Dottore salverà la sua memoria nel nucleo dati del super computer della Biblioteca, dopo che lei morirà.
Melody chiede infine al marito quanto dura una notte su Darillium, e il Dottore le risponde sorridendo che essa dura 24 anni, e che quindi, prima che River parta per la sua ultima missione alla Biblioteca, i due avranno quasi un quarto di secolo da vivere insieme.
È il loro lieto fine, perché, come dice River stessa, un lieto fine non significa per sempre, significa solo tempo.

### Decima stagione
River Song appare anche durante la decima stagione, infatti durante il primo episodio compare in una foto sulla scrivania del Dottore (che è diventato professore universitario per controllare il caveau con dentro Missy).
Inoltre viene visto il diario di River Song nella sesta puntata della stagione.
Infine durante la terza puntata della decima stagione il Dottore porta Bill a Londra durante l'ultima grande fiera sul Tamigi gelato, il posto in cui il Dottore portò River Song in uno dei suoi compleanni (è presente una scena eliminata dove il Dottore dice effettivamente a Bill che una volta era stato lì con sua moglie).

## Altri media

### The Diary of River Song
Il personaggio di River Song è protagonista anche della serie di audiolibri della "Big Finish Production" dedicata proprio al suo personaggio, The Diary of River Song. In questa serie di avventure River incontra anche l'ottava incarnazione del Dottore interpretata da Paul McGann. Nel 2017 esce la seconda serie di audiolibri; in questa nuova collezione River Song conosce la sesta e la settima incarnazione del Dottore. Nel 2018 uscirà la terza serie di audiolibri che porteranno River Song a incontrare il Quinto Dottore. Alex Kingston avrà lavorato con ben sette attori che hanno interpretato il Dottore.

### The Legends of River Song
Nel mese di gennaio 2016 viene annunciato che la BBC pubblicherà un'antologia, The Legends of River Song', in forma cartacea e digitale, che racconterà varie storie inedite con protagonista l'archeologa. All'interno del libro verrà anche preso in considerazione il picnic ad Asgard, avventura che River Song ha riferito al Decimo Dottore ma che non era mai stata raccontata. Inoltre all'interno del libro sono presenti altre quattro storie inedite dove River Song è l'unica protagonista oppure la protagonista insieme all'undicesimo dottore.

## Abilità
Pur essendo figlia di due umani River è per metà un Signore del Tempo in quanto concepita mentre i suoi genitori erano nel vortice temporale, nel TARDIS; in questo modo River ottiene facoltà analoghe a quelle del Dottore. In più è considerata "figlia del TARDIS" e in virtù di questo il TARDIS stesso le ha "mostrato" il funzionamento della macchina del tempo e come guidarla, tanto che lei in questo è molto più brava del Dottore.
River è molto intelligente; la cosa è probabilmente da reputare al fatto che è un Signore del Tempo e dunque possiede le loro facoltà intellettive che le permettono di apprendere con più facilità. Fin da bambina ha dato prova di possedere una forza fisica davvero notevole.
River possiede una vasta conoscenza nel campo dei veleni e dei narcotici, che tende a mescolare con il suo rossetto, inoltre ha dimostrato di sapere usare bene il cacciavite sonico, proprio come il Dottore.
Al pari del marito anche lei è capace di rigenerarsi, cioè cambiare aspetto, guarire dalle sue ferite e scampare alla morte cambiando radicalmente aspetto. In un'occasione riesce a salvare il Dottore da un potentissimo veleno, infondendogli però tutta l'energia necessaria per le proprie rimanenti rigenerazioni e diventando dunque mortale.